# Navarretia cotulifolia
Navarretia cotulifolia är en blågullsväxtart som först beskrevs av George Bentham, och fick sitt nu gällande namn av William Jackson Hooker och Arn. Navarretia cotulifolia ingår i släktet navarretior, och familjen blågullsväxter. Inga underarter finns listade i Catalogue of Life.